# Before I Self Destruct
Before I Self Destuct je četvrti studijski album američkog repera 50 Centa. Objavljen je 9. studenog 2009. godine.

## Popis pjesama
1. "The Invitation"
2. "Then Days Went By"
3. "Death to My Enemies"
4. "So Disrespectful"
5. "Psycho" (zajedno s Eminemom)
6. "Hold Me Down"
7. "Crime Wave"
8. "Stretch"
9. "Strong Enough"
10. "Get It Hot"
11. "Gangsta's Delight"
12. "I Got Swag"
13. "Baby by Me" (zajedno s Ne-Yoom)
14. "Do You Think About Me" (zajedno s Governerom)
15. "Ok, You're Right"

## Top liste
| Top liste (2009.)                     | Završna pozicija |
| ------------------------------------- | ---------------- |
| Australian Albums Chart               | 19               |
| Austrian Albums Chart                 | 41               |
| Belgian Albums Chart                  | 34               |
| Belgian Albums Chart                  | 47               |
| Canadian Albums Chart                 | 11               |
| Dutch Albums Chart                    | 54               |
| European Top 100 Albums               | 22               |
| French Albums Chart                   | 15               |
| German Albums Chart                   | 36               |
| Irish Albums Chart                    | 18               |
| Italian Albums Chart                  | 67               |
| New Zealand Albums Chart              | 35               |
| Swiss Albums Chart                    | 13               |
| UK Albums Chart                       | 22               |
| U.S. Billboard 200                    | 5                |
| U.S. Billboard Top R&B/Hip-Hop Albums | 1                |
| U.S. Billboard Top Rap Albums         | 1                |

## Datumi objavljivanja
| Država                 | Datum               | Izdavačka kuća          | Format                                       |
| ---------------------- | ------------------- | ----------------------- | -------------------------------------------- |
| SAD                    | 9. studenog, 2009.  | Interscope Records      | iTunes download                              |
| Njemačka               | 13. studenog, 2009. | Universal Music Group   | CD, CD+DVD, digitalni download               |
| SAD                    | 16. studenog, 2009. | Interscope Records      | CD, Super Deluxe Edition CD+2 DVD (Best Buy) |
| Ujedinjeno Kraljevstvo | 16. studenog, 2009. | Polydor Records         | CD, digitalni download                       |
| Francuska              | 16. studenog, 2009. | Interscope Records      | CD, digitalni download                       |
| Japan                  | 18. studenog, 2009. | Universal International | CD, digitalni download                       |
| Brazil                 | 27. studenog, 2009. | Universal Music         | CD, digitalni download                       |